# パーヴェル・ミリュコーフ
- パーヴェル・ミリュコフ
- パーヴェル・ミリュコーフ
- パーヴェル・ミリューコフ

パーヴェル・ニコラエヴィチ・ミリュコーフ（ミリュコフ、ロシア語: Па́вел Никола́евич Милюко́в, ラテン文字表記の例: Pavel Nikolayevich Milyukov, 1859年1月27日〈ユリウス暦1月15日〉 - 1943年3月31日）は、帝政ロシアの歴史学者、政治家。
帝政末期の自由主義政党・立憲民主党（カデット）の領袖の一人。リヴォフ公を首班とする臨時政府で外務大臣を務めた。

## 歴史学者として
建築家の家に生まれ、モスクワ大学の歴史・言語学部に入学し、ヴァシリー・クリュチェフスキーのもとでロシア史を学んだ。学費を賄うために、掛け持ちで家庭教師をする必要があったという。
モスクワ大学で専任講師となったが、自由主義的な社会活動を行ったため、当局から圧迫を受け、1895年に教職を解雇された。
さらに、1900年2月に社会思想家ピョートル・ラヴロフの追悼集会で司会をしたため、半年間投獄された。ミリュコーフは著書『ロシア文化史概論』の第3巻を投獄中に脱稿している。釈放された後、アメリカに渡りシカゴ大学教授を務めた。ロンドンに滞在したときは、ラムゼイ・マクドナルドやピョートル・クロポトキンと会って話し、さらに、ウラジーミル・レーニンと今後のロシアについて話し合ったという。
歴史学者としては、コンスタンチン・カヴェーリン（w:Konstantin Kavelin）とボリス・チチェーリン（w:Boris Chicherin）らの思想の研究をしていた。さらに、チチェーリンらによる「国家学派」（19世紀ロシア歴史学の中心となった学派）を継承しつつも、これにオーギュスト・コント、ハーバート・スペンサーの社会学理論を取り入れ、独自の文化的歴史考証を行った。

## カデット結成
1902年ピョートル・ストルーヴェの自由主義的政治誌『解放』Osvobozhdenieに匿名で寄稿した。
そして、1905年第一次ロシア革命が勃発すると、立憲民主党（カデット）を結成し、事実上の党首となる。
1907年には第3国会（ドゥーマ）に当選し、立憲民主党の議員団長となり、主に外交政策の分野で活躍した。

## ダーダネルスのミリュコーフ
1914年、第一次世界大戦にロシアが参戦すると、ロシア国内は一時的に愛国心が昂揚する。ミリュコーフも戦争を強く支持したため、ロシアの軍事目的となっているダーダネルス海峡にちなみ、政敵から「ダーダネルスのミリュコーフ」の異名を奉られた。また、ミリュコーフの次男は、第一次世界大戦で戦死している。

## 「愚行か？裏切りか？」
第四国会では、政府の無能無策ぶりに批判が集中し、1915年立憲民主党は、10月17日同盟（十月党、オクチャブリスト）、進歩党などと「進歩ブロック」を結成し全議員の約4分の3を押さえた。進歩ブロックは、皇帝が恣意的に任命した内閣ではなく「国会の信頼を得た内閣」を求めるようになった。
1916年、立憲民主党は正式に政府と対決する方針を採択し、11月国会が再開された。ミリュコーフは、ボリス・スチュルメル首相、そしてラスプーチンを激しく非難する爆弾演説を行った。ミリュコーフは政府を攻撃する中で「これは愚かさか、または裏切りか?」と繰り返すと、議員たちは「愚行だ！」「裏切りだ！」「両方だ!!」と叫んだと伝えられている。ミリュコーフ演説は内閣総辞職を要求し終わった。
ミリュコーフの政府弾劾演説の効果は絶大であった。政府は演説の新聞掲載を禁止したが、この処置に意味はなく、数百万ものコピーが国内はもとより前線の兵士たち流布する結果に終わった。こうしてミリュコーフの演説は、革命的熱狂をロシア国内の諸勢力に巻き起こし、革命の実現に大きな役割を果たしたとされる。

## 臨時政府樹立
1917年、二月革命により皇帝ニコライ2世は退位し、臨時政府とソビエトの二重権力体制が生じた。ミリュコーフはあくまで立憲君主制を維持することを望んでいた。しかし事態は彼の予想を超えて余りにも早く動いた。
3月2日ゲオルギー・リヴォフ公爵を首班とする臨時政府が成立すると、ミリュコーフは外務大臣に任命された。このほか、陸海軍大臣にはグチコフ、司法大臣にはケレンスキーが任命された。
外相としてミリュコーフは、いかなる犠牲を払ってでも平和を求める世論に対しては、断固として反対した。1917年4月20日に、臨時政府は連合国に書簡（いわゆるミリュコーフ通牒）を送った。この中でロシアは連合国側で戦争を継続することを約束した。連合国の勝利に終わるまで戦争を遂行するというミリュコーフの決定は、厭戦気分に満ちたロシア国民の怒りを買う結果となった。ペトログラードの労働者、兵士たちはデモを行い、ミリュコーフとグチコフ陸海軍大臣は辞任を余儀なくされた（四月危機）。

## 十月革命後

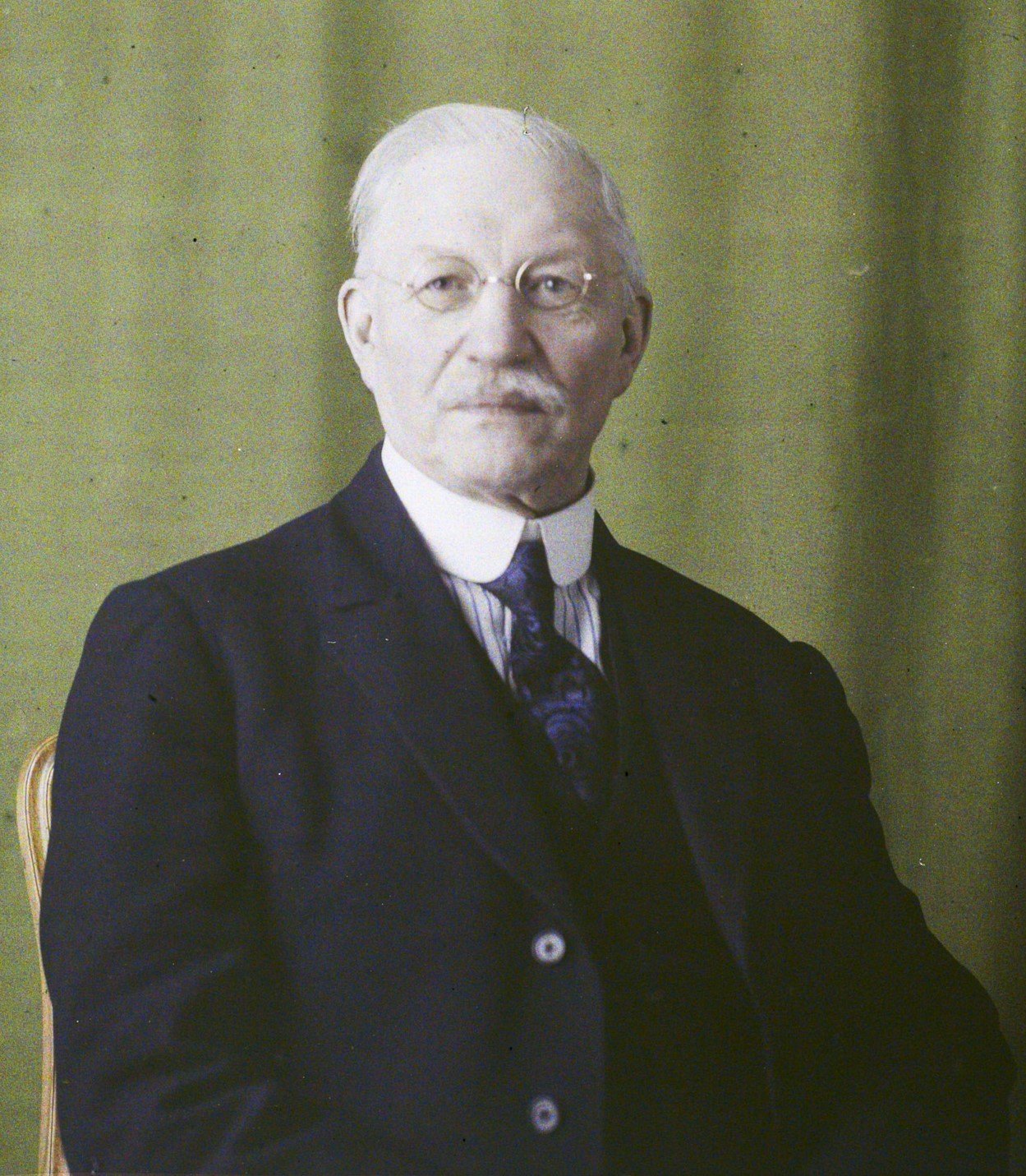
1921年、パリ亡命時のミリュコーフ (オートクローム撮影）

1917年10月、十月革命によってボリシェヴィキが権力を掌握し、ソビエト政権が樹立されると、ミリュコーフはペトログラードから脱出した。以後、南ロシアに拠点を移し、1918年から国内戦が始まると、白軍（白衛軍、反革命運動）側の指導者となった。
その後、ロンドンに亡命し、ロシア解放委員会を設立して週刊紙「新ロシア」を発行するなど、イギリスから白軍を支援しようとした。
さらにパリに移り、1921年から1940年にかけて、編集長としてロシア語新聞「最新ニュース」の発行に携わった。パリでは社会革命党、人民社会党、農民ロシアといった組織の亡命者と連携して反ボリシェビキ勢力の結集を図ったが、上手く行かなかった。
ミリュコーフを狙ってしばしば暗殺未遂事件が起きたが、ミリュコーフ自身は辛くもそれを逃れた。ミリュコーフ暗殺未遂事件の中には、『ロリータ』の作者である小説家ナボコフの父、ウラジーミル・ドミトリエヴィチ・ナボコフがミリュコーフを庇おうとして殺害された一件もあった。
1930年代にはふたたび、歴史学者として研究を始めた。
第二次世界大戦中もフランスにとどまり、1943年に病死した。

## 主な著作
『ロシア文化史概論』
『第二次ロシア革命史』
『転機に立つロシア』
『回想録』